# Dok
En dok er et anlæg ved hjælp af hvilket, skibe kan tørlægges, når der skal foretages eftersyn eller reparation af skibsbunden. Afhængig af dokkens byggemåde skelner man mellem: tørdok, flydedok og løftedok.

## Tørdok
Den almindelige tørdok består af et udgravet bassin (dokkammeret), hvis bund og sider gøres så vidt muligt vandtætte, og i hvis ene ende findes en med et lukke for vandet (dokporten) forsynet indsejlingsåbning (dokkens hoved), gennem hvilken skibet bringes ind og ud af dokken. Dokkens bund og sider byggedes i ældre tid ofte af træ, i nyere bygges de så godt som udelukkende af beton og murværk. Dokkens dimensioner afhænger af størrelsen af de skibe, der skal benytte dokken, den rummer i reglen kun 1 skib ad gangen, men store dok kan ofte deles efter længden i 2 afdelinger således, at mindre skibe kan tages i dokken uden, at man behøver at udpumpe hele det store dokkammer.

### Virkemåde
Skibet bringes ind gennem dokkens hoved, hvor efter dokporten lukkes, og vandet pumpes ud. Skibet kommer da først til at hvile på en på dokkens bund anbragt række ca. 1 m høje blokke (stabelblokke), og efterhånden, som vandspejlet sænkes, afstøttes skibet sideværts ved træstøtter anbragte mellem skibssiden og de i dokkens side værende aftrapninger. Når vandet er fuldstændig udpumpet, kan skibets reparation påbegyndes, men der må under reparationen jævnlig foretages udpumpning af det gennem utætheder i dokken indstrømmede vand.
Til dokkens udpumpning anvendes i reglen centrifugalpumper anbragte i en ved dokkens inderste ende bygget pumpebrønd, hvortil vandet føres gennem kanaler i dokkens bund. Pumperne bør være så kraftige, at dokkens tømning ikke tager over 3-5 timer.
Når skibet er færdigt, ledes vandet atter ind i dokken gennem nogle i sidemurene anbragte kanaler, der kan aflukkes ved stigbord fra vandet uden for, og som holdes lukkede under dokningen. Når vandet er steget tilstrækkeligt, åbnes dokporten, og skibet hales ud. Dokkens hoved er ofte noget smallere og mindre dybt end selve dokken og har forskellig konstruktion afhængig af den anvendte dokport. Denne kan enten, således som det hyppig træffes i ældre dokke, være en eller to drejeporte (porte drejelige om lodrette aksler) eller en pontonport, hvad der så godt som udelukkende benyttes ved nyere dokke. Pontonporten er oftest svømmende, bygget af jern (sjældnere af træ) med et i reglen trapezformet længdesnit og forsynet med stævne og køl, der passer nøje ind i en i dokkens hoved anbragt fals. Pontonporten bringes svømmende på plads og sænkes ned i falsen ved at indlade vand i nogle i portens indre anbragte vandballastrum. På lignende måde løftes den senere op af falsen ved, at vandballastrummene tømmes enten automatisk eller ved hjælp af særlige pumper. Ved enkelte større moderne dokke har pontonporten været bygget som en rulleport, der fra siden skydes ind på plads, hvorved manøvreringen og indstillingen af dokporten kunne foregå sikrere, og tiden til dens lukning formindskes. Den fals, dokporten ligger an imod i hovedets bund, kaldes "doktærskelen".

### Eksempler
I Danmark fandtes efter 1. verdenskrig i alt 5 tørdokker, hvoraf 3 i København, 1 i Helsingør og 1 i Nexø. Den største var Burmeister & Wain’s dok på Refshaleøen, der blev bygget 1893-94 og havde en længde af 133 m, en dybde på tærskelen af 6,9 m og en bredde af 20,7 m, den lukkedes ved en jernpontonport. Dokken på Orlogsværftet, bygget 1854-58 var oprindelig 78 m lang og lukkedes ved 2 træstemmeporte på hængsler, men blev senere udvidet og indrettet til lukning ved en enkelt jernpontonport.

## Flydedok
En flydedok er indrettet til at løfte det skib, der skal dokkes, op af vandet. Den er bygget som et svømmende legeme bestående af kasseformede jernpontoner med så stor bæreevne, at de foruden dokkens egen vægt kan bære vægten af det skib, der skal optages i dokken. Afhængig af dokkens tværsnitsform skelner man mellem U-dokken og L-dokken. Førstnævnte består af en bundponton og to dermed fast forbundne sidepontoner, som tjener til at give dokken den nødvendige stabilitet i nedsænket tilstand. L-dokken, som består af en bundponton og en enkelt sideponton, opnår stabilitet i nedsænket tilstand ved hjælp af en på sidepontonen anbragt parallel-stangforbindelse, der enten står i forbindelse med en fast forstøtning i land eller er befæstet til en svømmende ponton.

### Virkemåde
En flydedok arbejder på følgende måde: ved indførelse af vand i bundpontonen og den underste del af sidepontonerne sænkes dokken så langt ned, at stabelblokkene ligger ca. 0,3 m under kølen af det skib, der skal dokkes, mens sidepontonernes øverste del, hvor dokkens pumpemaskineri er anbragt, endnu er over vandet. Skibet føres der efter ind i dokken, og vandet pumpes ud af pontonerne, indtil dokken med skibet har hævet sig så højt, at dækket af bundpontonen er over vandet. Som pumpemaskineri anvendes centrifugalpumper drevne af dampmaskineri, forbrændingsmotorer eller elektromotorer.

### Fordele og ulemper
Flydedokken har flere fordele frem for tørdokken: den er hurtigere at betjene, kræver ringere pumpearbejde, kan let flyttes bort fra sin oprindelige plads, og skibet tørrer hurtigere end i en tørdok, da det står mere udsat for luftens påvirkning. Som mangler ved flydedokken må anføres, at den er vanskelig at vedligeholde og har en forholdsvis kort levetid, samt at den behøver en stor vanddybde på det sted, hvor den skal sænkes ned. Anskaffelsesprisen vil i almindelighed være lavere for en flydedok, fordi den ikke kræver de kostbare fundamenteringsarbejder som en tørdok, særlig på steder, hvor grunden er blød. Af Clark & Stanfield blev der konstrueret særlige systemer af flydedokker, blandt andet den så kaldte Double-Power-Floating Dock, som muliggør reparation og eftersyn af dokken uden anvendelse af ydre hjælpemidler.

### Eksempler
I begyndelsen af det 20. århundrede blev der i Danmark af skibsværfterne anskaffet flere dokke, der så godt som alle var flydedokke i almindelighed af U-typen, men for et enkelt værfts vedkommende, København’s Flydedok-Aktsieselskab, af L-typen. Den største dok i Skandinavien var i datiden Burmeister & Wain’s Flydedok i København, der havde en længde af 150 m, en bredde af 30 m og en bæreevne af ca. 10.000 t. En af de største dokker i verden var flydedokken ved marineværftet i Kiel; den havde en længde af 200 m, en bredde af 58 m og en bæreevne af 40.000 t.

## Løftedokker
Til løftedokker hører de så kaldte "skruedokker" og "hydrauliske dokker". Skruedokkerne er de ældste, de består i hovedsagen af 2 pælebroer mellem hvilke, skibet hales ind, og ved at man ved kæder og svære skruer løfter nogle imellem pælebroerne anbragte tværbjælker, hæves skibet op af vandet hvilende på disse tværbjælker. De hydrauliske dokker er først konstruerede af Clark, der byggede en sådan i Victoria-Dock i London; den ligner i princippet skruedokken, idet den består af 2 rækker lodret stillede hydrauliske presser mellem hvilke, skibet hales ind og hæves ved hjælp af tværbjælker, der løftes af de hydrauliske presser, men på grund af den langt større kraft, man er i stand til at udøve ved de hydrauliske presser, hviler skibet ikke direkte på tværbjælkerne, men på en stor flad ponton, der sænkes ned på disse og løftes sammen med skibet. Efter, at pontonen med skibet er kommet tilstrækkelig over vandet, lukkes dens bundventiler, og ved da atter at sænke tværbjælkerne, til pontonen svømmer, kan ponton med skib hales bort, og dokken benyttes til at sætte et andet skib på ponton. Man kan på denne måde løfte skibe på indtil 4.000 t i løbet af ca. 1/2 time.

## Kombinerede dokker
Der er konstrueret særlige doksystemer, som muliggør, at en flydedok frigøres efter, at skibet er opsat til reparation således, at man kan anvende een dok til samtidig reparation af flere skibe. På marineværftet i Danzig havde man således kombineret en flydedok med bedinger på følgende måde: skibet løftes af en almindelig flydedok, der der efter bugseres ind i en tørdok, hvis bunddybde ikke er større end, at flydedok med skib netop kan gå herind. Flydedokken, i hvilket skibet står på en almindelig bedingsvogn, sænkes, til den hviler på tørdokkens bund således, at den netop flugter med en af de 3 bedinger, der støder til tørdokken, hvor efter skibet hales i land. Dette apparat kunne altså benyttes til samtidig reparation af 3 skibe på land og 1 i flydedok.
En noget lignende kombination af en flydedok og et bedingsanlæg fandtes på et russisk værft i Nikolajeff. Der anvendes en flydedok af L-typen, hvis bund bestod af en række enkelte pontoner anbragte med bestemte mellemrum lige som tænderne i en redekam. Ind i disse mellemrum passede en række svære pæleåg nedrammede i vandet vinkelret på kystlinien. Efter, at skibet var opsat i dokken, bugseredes denne ind mellem pælerækkerne og sænkedes således, at skibet kom til at hvile på pælene, mens dokken kunne fjernes og benyttes til opsætning af andre skibe.